# Ben Goldwasser
Pour les articles homonymes, voir Goldwasser (homonymie).
Ben Goldwasser, né le 17 décembre 1982 à Mishawaka, Indiana, est un musicien américain issue d'une famille juive ashkénaze.
Ses parents, musiciens, lui apprennent le piano dès l'âge de cinq ans. Il abandonne rapidement la musique classique au profit du rock progressif et du rock psychédélique. En 2001, il rencontre Andrew VanWyngarden et ils forment ensemble le duo The Management, désormais MGMT.